# Campionati europei di atletica leggera indoor 2017 - 3000 metri piani maschili

## Podio
| Pos.    | Atleta              | Nazionalità |
| ------- | ------------------- | ----------- |
| Oro     | Adel Mechaal        | Spagna      |
| Argento | Henrik Ingebrigtsen | Norvegia    |
| Bronzo  | Richard Ringer      | Germania    |

## Record
| Record                | Record         | Record  | Record                 | Record           |
| --------------------- | -------------- | ------- | ---------------------- | ---------------- |
| Record del Mondo      | Daniel Komen   | 7:24.90 | Budapest, Ungheria     | 6 febbraio 1998  |
| Record europeo        | Sergio Sánchez | 7:32.41 | Valencia, Spagna       | 13 febbraio 2010 |
| Record dei campionati | Ali Kaya       | 7:38.42 | Praga, Repubblica Ceca | 7 marzo 2015     |

## Programma
| Data         | Ora   | Turno    |
| ------------ | ----- | -------- |
| 3 marzo 2017 | 18:25 | Batterie |
| 5 marzo 2017 | 16:55 | Finale   |

## Risultati

### Batterie
I primi quattro di ogni batteria e i migliori quattro tempi non qualificati direttamente si qualificano per la finale.
| Posizione | Batteria | Atleta              | Nazione     | Tempo   | Note |
| --------- | -------- | ------------------- | ----------- | ------- | ---- |
| 1         | 1        | Jonas Leanderson    | Svezia      | 7:54.93 | Q    |
| 2         | 1        | Marouan Razine      | Italia      | 7:55.17 | Q    |
| 3         | 1        | Henrik Ingebrigtsen | Norvegia    | 7:55.26 | Q    |
| 4         | 1        | Carlos Mayo         | Spagna      | 7:55.58 | Q    |
| 5         | 1        | Ali Kaya            | Turchia     | 7:56.36 | q    |
| 6         | 1        | Andreas Vojta       | Austria     | 7:56.52 | Q    |
| 7         | 2        | Hayle İbrahimov     | Azerbaigian | 7:57.74 | Q    |
| 8         | 2        | Aras Kaya           | Turchia     | 7:58.61 | Q    |
| 9         | 2        | Richard Ringer      | Germania    | 7:58.77 | Q    |
| 10        | 2        | Adel Mechaal        | Spagna      | 7:58.94 | Q    |
| 11        | 1        | Ramazan Özdemir     | Turchia     | 7:59.35 | q    |
| 12        | 2        | Yemaneberhan Crippa | Italia      | 7:59.76 | q    |
| 13        | 2        | Nick Goolab         | Regno Unito | 8:02.49 |      |
| 14        | 1        | Volodymyr Kyts      | Ucraina     | 8:04.96 |      |
| 15        | 2        | Marius Øyre Vedvik  | Norvegia    | 8:06.69 |      |
| 16        | 1        | Jordi Torrents      | Spagna      | 8:12.51 |      |
| 17        | 2        | Dušan Makević       | Serbia      | 8:14.34 |      |
| 18        | 1        | Jakub Zemaník       | Rep. Ceca   | 8:14.50 |      |
| 19        | 2        | Samir Dahmani       | Francia     | 8:15.90 |      |
| 20        | 2        | Hlynur Andrésson    | Islanda     | 8:29.00 |      |
| 21        | 2        | Staffan Ek          | Svezia      | 8:56.06 |      |
| -         | 2        | Tomas Cotter        | Irlanda     | DSQ     |      |
| -         | 1        | Morhad Amdouni      | Francia     | DNS     |      |

### Finale
La finale è iniziata alle 16:55 di domenica 5 marzo
.
| Posizione | Atleta              | Nazione     | Tempo   | Note |
| --------- | ------------------- | ----------- | ------- | ---- |
| 1         | Adel Mechaal        | Spagna      | 8:00.60 |      |
| 2         | Henrik Ingebrigtsen | Norvegia    | 8:00.93 |      |
| 3         | Richard Ringer      | Germania    | 8:01.01 |      |
| 4         | Hayle İbrahimov     | Azerbaigian | 8:03.19 |      |
| 5         | Jonas Leanderson    | Svezia      | 8:03.91 |      |
| 6         | Marouan Razine      | Italia      | 8:04.19 |      |
| 7         | Yemaneberhan Crippa | Italia      | 8:05.63 |      |
| 8         | Carlos Mayo         | Spagna      | 8:06.15 |      |
| 9         | Ali Kaya            | Turchia     | 8:08.92 |      |
| 10        | Andreas Vojta       | Austria     | 8:09.18 |      |
| 11        | Ramazan Özdemir     | Turchia     | 8:10.99 |      |
| 12        | Aras Kaya           | Turchia     | 8:16.36 |      |